# Mosquée-kiosque
La mosquée-kiosque est un des types de mosquées iraniennes. Elle apparaît quand les Iraniens convertis à l'Islam commencèrent à utiliser des mosquées qui différaient des plans arabes, au milieu du VIIe siècle. Comme l'Islam ne s'y opposait pas, ils choisirent des édifices existants et les modifièrent pour les adapter aux nouveaux besoins. Dans la partie Ouest de l'Iran ils employèrent le tchahartagh comme point de départ. Ce dernier constituait une coupole au-dessus du temple du feu de type sassanide et d'origine zoroastrien.

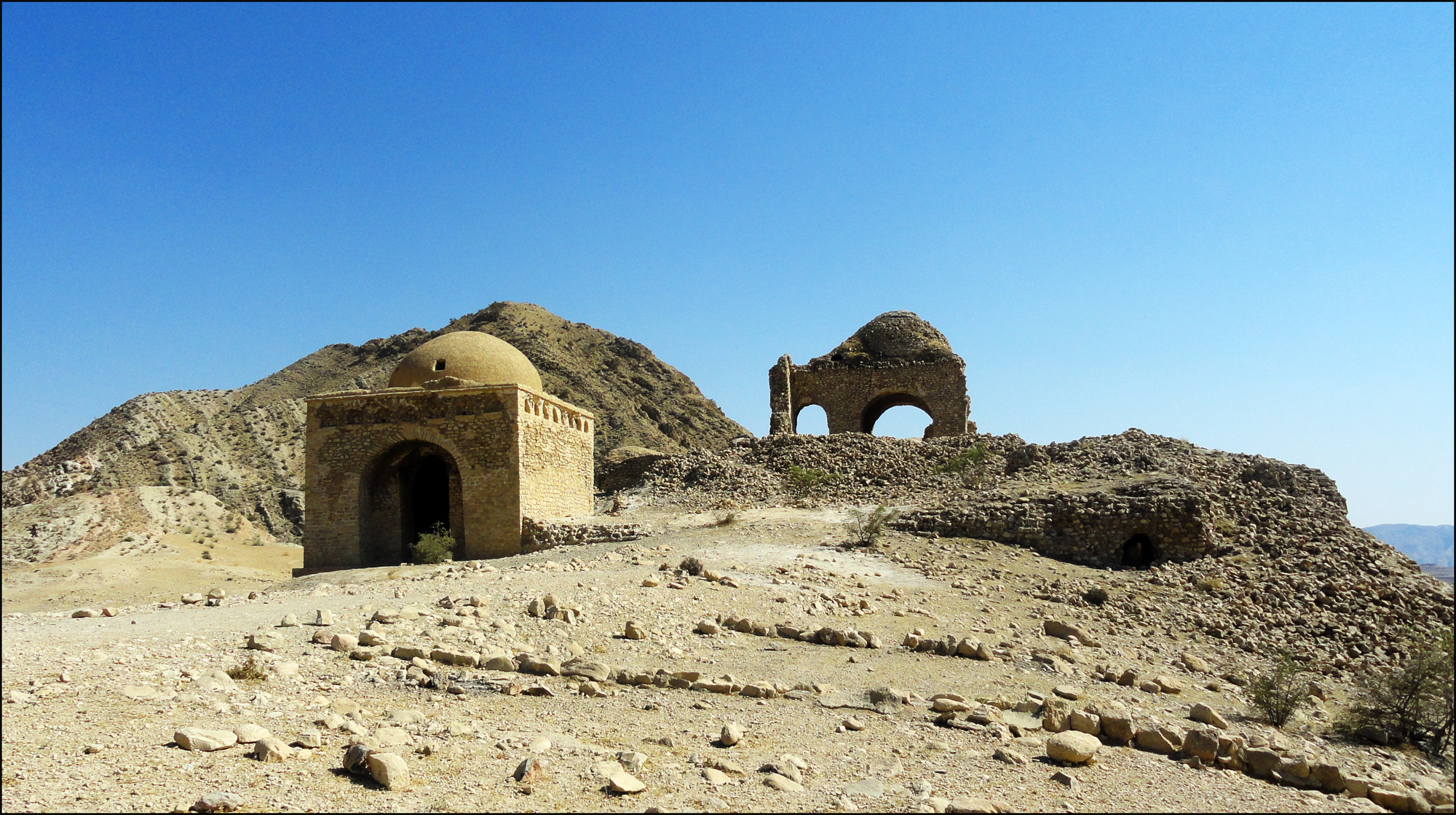
tchahartagh de Konar Siyah چهارطاقی کنارسیاه - panoramio

## Développement
Le temple du feu sassanide se composait d'une vaste cour, au centre de laquelle se trouvait l'autel surmonté de la coupole du tchahartagh. Les Iraniens pour construire leurs mosquées conservèrent la vaste cour rectangulaire, en s'efforçant d'en faire coïncider l'axe principal avec la qibla, c'est-à-dire la direction de La Mecque. Le tchahartagh est repoussé contre le mur sud de la grande cour, le mur qibla et l'autel du feu est remplacé par un mihrab. L'édifice est largement ouvert de trois côtés. Il est possible que ce type de mosquée-kiosque ait possédé un minaret près de la porte d'entrée.
La mosquée Djuma d'Ardestan est un exemple de mosquée-kiosque, devenue plus tard mosquée à 4 iwans, cité par André Godard .

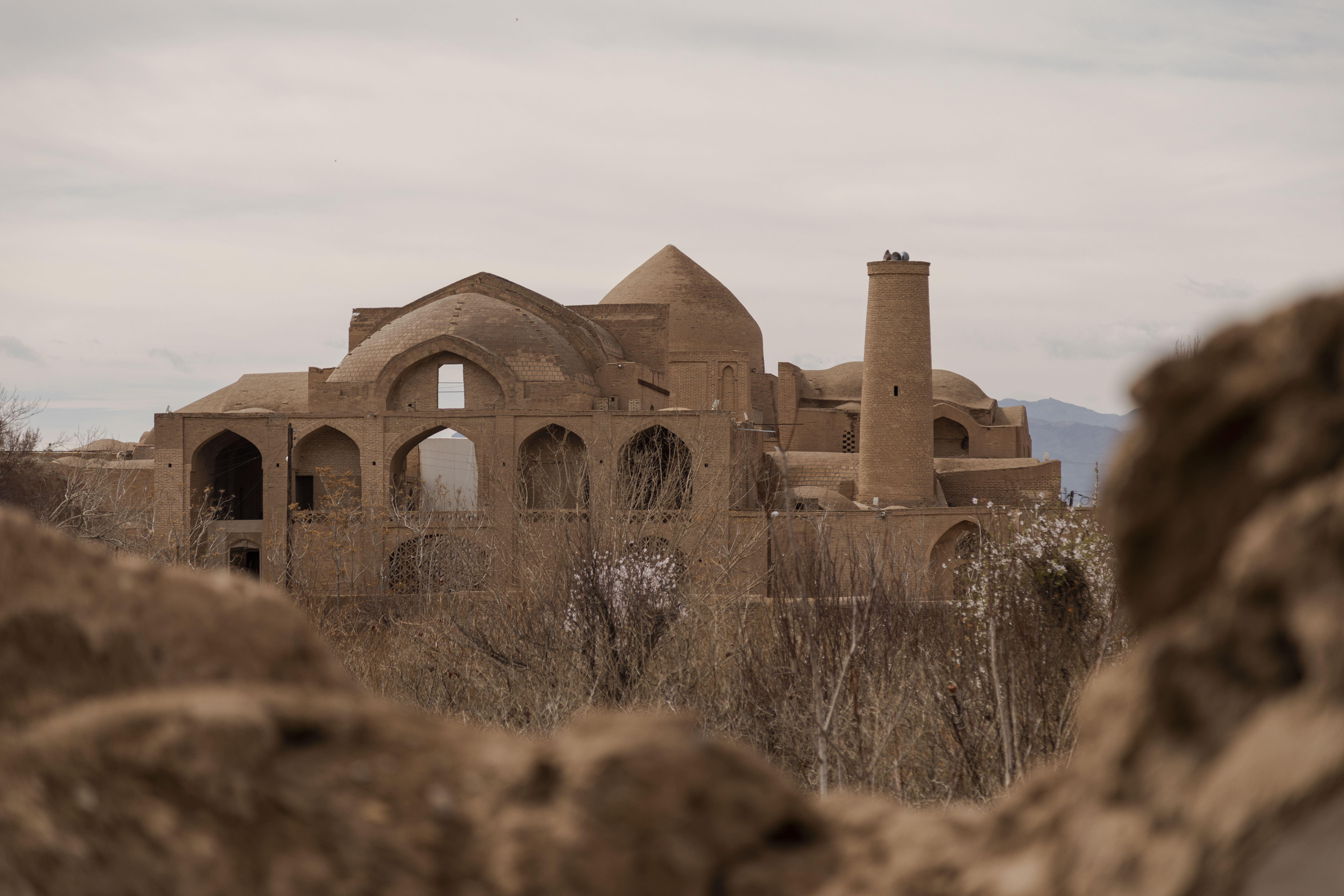
Mosquée du Vendredi d'Ardestan

## Autres types de mosquées iraniennes
Suivant les régions les Iraniens construisirent, par exemple dans l'Est, des mosquées d'un autre type appelé mosquée-iwan. Plus tard, les deux types s'unirent pour constituer à l'époque Seldjoukides la grande mosquée à cour centrale à quatre iwans.